# Жевил
Жевил (фр. Geville) је насељено место у Француској у региону Лорена, у департману Меза.
По подацима из 2011. године у општини је живело 605 становника, а густина насељености је износила 18,33 становника/km².

## Демографија
| 1962. | 1968. | 1975. | 1982. | 1990. | 2011. |
| ----- | ----- | ----- | ----- | ----- | ----- |
| 662   | 577   | 504   | 476   | 443   | 605   |